# Lettres de Madame la Comtesse de *** sur quelques écrits modernes
Lettres de Madame la Comtesse de *** sur quelques écrits modernes  est une revue littéraire parue à Paris de 1745 à 1746.

## Contexte
Cette revue a été fondée par Élie Fréron, qui était entré dans la critique littéraire, en collaborant aux Observations sur les écrits modernes, puis aux Jugements sur quelques ouvrages nouveaux (1735-1746, in-12, 45 vol.), de Desfontaines. Après avoir travaillé pendant quelques années avec ce dernier, Fréron, qui ne gagnait que 24 francs par feuille d’impression, a voulu voler de ses propres ailes et s’essayer seul à la critique littéraire, en publiant, sous le masque, à l’instar de son mentor, d’un pseudonyme burlesque, celui de « Madame la Comtesse de *** ».

## Description
La publication des Lettres s’étale sur dix-neuf feuilles volantes de longueur inégale sur un rythme de publication accéléré. La première de ces lettres, datée du 1er septembre 1745, pourrait donner à penser que Fréron n’a pas attendu la mort de son mentor, survenue en décembre de la même année, pour voler de ses propres ailes, mais il s’agit d’une simple question d'antidate. La dix-neuvième et dernière lettre est datée du 25 juillet 1746.

## Historique
Comme Desfontaines, Fréron s’en est pris en priorité à Voltaire, mais également à Fontenelle, à l’abbé Le Blanc, mais surtout l’abbé de Bernis, qui usera de ses relations avec la Pompadour pour le faire emprisonner à Vincennes du 17 janvier au 12 mars 1746 puis exiler à Bar-sur-Seine jusqu'au 26 juin. Le 6 juin 1746, un ordre de police lui signifie « l’interdiction formelle de publier sans permission ». C’est la fin des Lettres de Madame la Comtesse de ***.
Le 8 avril 1749, Fréron qui, entretemps, s’est placé sous la protection du roi Stanislas Leszczynski, père de la reine de France, sort, avec la permission de Berryer, le premier cahier des Lettres sur quelques écrits de ce tems, qu’il continuera jusqu’au commencement de 1754, et poursuivra, de 1754 à 1776, sous le titre d’Année littéraire.